# Bound by Flame
Bound by Flame est un jeu vidéo de type action-RPG développé par Spiders et édité par Focus Home Interactive, sorti en 2014 sur Windows, PlayStation 4, PlayStation 3, Xbox 360 et Linux.

## Accueil
- Canard PC : 7/10[1]